# Slump (bok)
Slump är en kollektiv roman som består av elva berättelser som tillsammans försöker förklara de bakomliggande orsakerna till att en man och en kvinna möts på ett hotell och blir förälskade.
Författarna till boken är
- Theodor Kallifatides
- Stefan Lindberg
- Ronnie Sandahl
- Linda Olsson
- Kristian Lundberg
- Katarina Mazetti
- Karin Wahlberg
- Peter Fröberg Idling
- Ida Säll
- Emma Hamberg
- Beata Berggren, född 1976, konstnär som arbetar främst inom performance- och videoverk och foto.

## Utgivning
- Slump (Utgiven av Hotel Gothia Towers, 2008), ISBN 9789163331428